# (15785) de Villegas
(15785) de Villegas est un astéroïde de la ceinture principale.

## Description
(15785) de Villegas est un astéroïde de la ceinture principale. Il fut découvert le 18 août 1993 à Caussols par Eric Walter Elst. Il présente une orbite caractérisée par un demi-grand axe de 3,14 UA, une excentricité de 0,06 et une inclinaison de 14,2° par rapport à l'écliptique.

## Compléments